# Leinwandhaus
Leinwandhaus (Linnehuset) är ett gotiskt stenhus i Frankfurts centrum. Det uppfördes 1396-1399, förmodligen av stadsbyggmästaren Madern Gerthener. Under Frankfurtmässorna skulle allt linne som skulle säljas samlas här för att förtullas, därav namnet på byggnaden. Byggnaden kom dock med tiden att ha många olika funktioner, bland annat som lagerlokal, fängelse och från 1688 till 1690 till och med som kyrka. Under Napoleonkrigen tjänade huset som kasern åt den ockuperande franska armén. Efter slaget vid Leipzig 1813 fick det vara lasarett. 1890-1892 byggdes Leinwandhaus om kraftigt och lokalerna användes av Frankfurts historiska museum efter 1893. 
1944 brann innandömet upp efter ett bombanfall och byggnaden rekonstruerades inte förrän 1980-1983. Den södra utvidgningen av Leinwandhaus som byggdes på 1540-talet rekonstruerades dock inte. Innan kriget stod dessutom Leinwandhaus vägg i vägg med en nygotisk magasinbyggnad som byggdes på 1870-talet och som tillhörde stadsarkivet. Denna magasinbyggnad hade i sin tur ersatt Stadtwaage (Stadsvågen). Stadtwaage byggdes 1503 och i denna vägdes varor som skulle säljas i staden.